# Petroússa
Petroússa, en grec moderne : Πετρούσσα, est un village du dème de Prosotsáni, district régional de Dráma, en Macédoine-Orientale-et-Thrace, Grèce.
Selon le recensement de 2021, la population du village compte 1 523 habitants.